# Ken Ono
Ken Ono (Filadelfia, 20 marzo 1968) è un matematico statunitense specializzato in teoria dei numeri, soprattutto nelle partizioni di interi, nelle forme modulari, e nel campo d'interesse di Srinivasa Ramanujan.

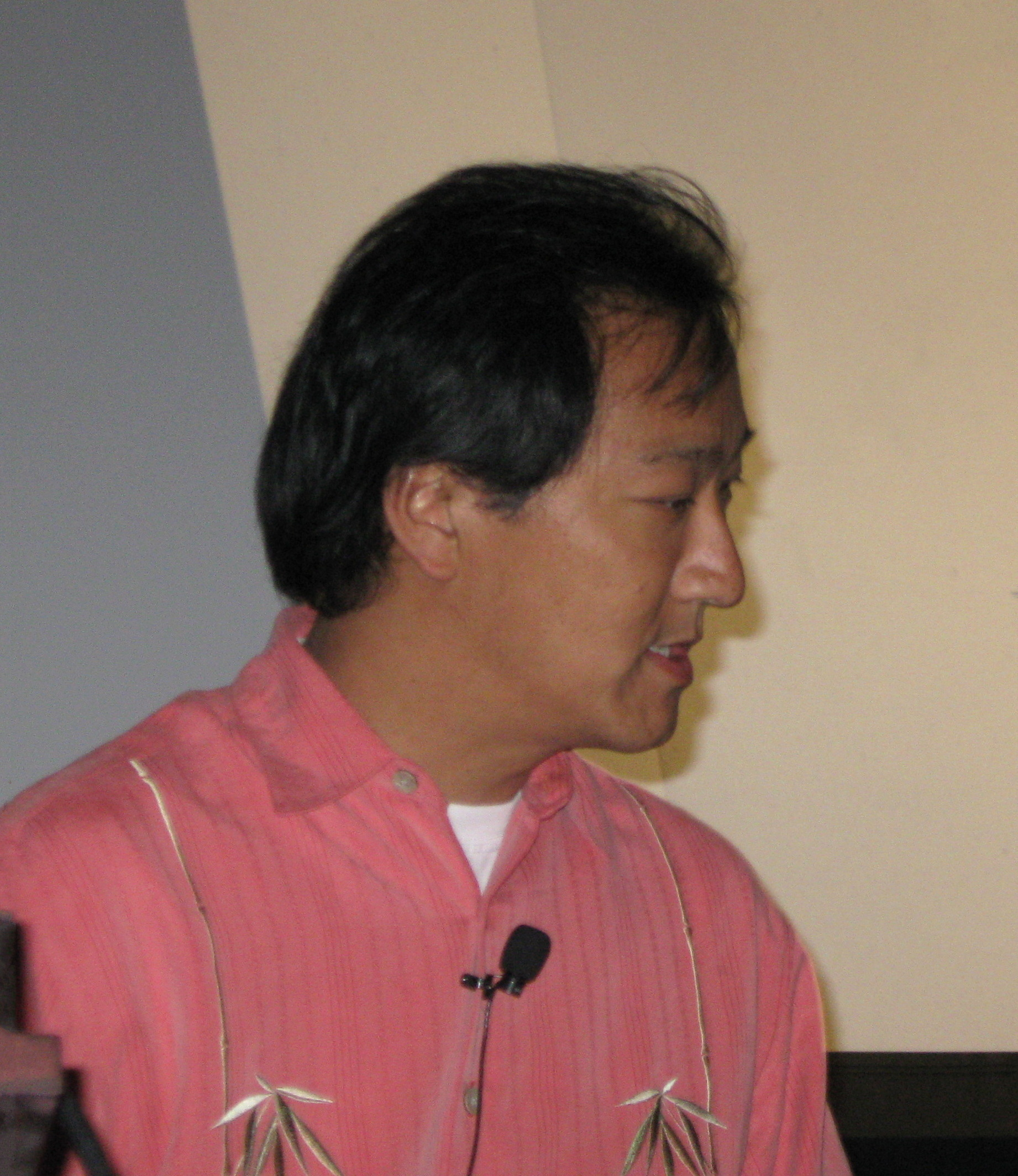
Ken Ono, 2009

È professore di Lettere e Scienze e professore di Matematica all'Università del Wisconsin-Madison. Dall'agosto 2010, è professore di Matematica alla Emory University. Ha ricevuto il suo BA dall'Università di Chicago nel 1989, e il suo PhD nel 1993 presso la UCLA.
I contributi di Ono includono svariate monografie e più di 130 ricerche e importanti articoli su teoria dei numeri, combinatoria e algebra. È considerato un esperto nel campo delle partizioni di interi e nelle forme modulari. Nel 2000 ha "largamente" esteso la teoria di Ramanujan sulle congruenze delle partizioni, e insieme a Kathrin Bringmann ha dato importanti contributi alla teoria delle forme di Maass, funzioni che includono la funzione mock theta di Ramanujan come esempio.
Negli anni 1980 ha frequentato la Towson High School. Ha abbandonato presto la scuola per iscriversi all'Università di Chicago e correre in bicicletta. È stato membro del Pepsi-Miyata Cycling Team.
Suo padre, Takashi Ono, è anch'egli un matematico.

## Onorificenze e premi
- National Security Agency Young Investigator (1997)
- National Science Foundation CAREER Award (1998)
- Alfred P. Sloan Foundation Research Fellowship (1999)
- David and Lucile Packard Research Fellowship (1999)
- Presidential Early Career Award (awarded by Bill Clinton) (2000)
- National Science Foundation CBMS Distinguished Lecturer (2003)
- John S. Guggenheim Fellowship (2003)
- Manasse Professor of Letters and Science, U. Wisconsin (2004–in attività)
- National Science Foundation Director's Distinguished Teaching Scholar Award (2005)
- Hilldale Professor of Mathematics, U. Wisconsin (2008–in attività)
- Candler Professor of Mathematics, Emory University (2010–in attività)

## Redazioni
Ono fa parte delle redazioni di undici giornali:
- Bulletin of the American Mathematical Society, su ams.org.
- Communications in Number Theory and Physics, su intlpress.com. URL consultato il 29 gennaio 2011 (archiviato dall'url originale il 6 novembre 2010).
- Integers, su integers-ejcnt.org.
- International Journal of Modern Mathematics, su ijmm.dixiewpublishing.com. URL consultato il 29 gennaio 2011 (archiviato dall'url originale il 5 maggio 2007).
- The International Journal of Number Theory, su worldscinet.com.
- The International Mathematical Forum, su m-hikari.com.
- Involve, su involvemath.org.
- Journal of Combinatorics and Number Theory, su novapublishers.com. URL consultato il 29 gennaio 2011 (archiviato dall'url originale il 26 agosto 2016).
- Online Journal of Analytic Combinatorics, su ojac.org.
- Proceedings of the American Mathematical Society, su ams.org.
- The Ramanujan Journal, su grove.ufl.edu. URL consultato il 29 gennaio 2011 (archiviato dall'url originale il 25 dicembre 2008).